# RS-824
Pour les articles homonymes, voir Route 824.
La RS-824 est une route locale du Nord-Ouest de l'État du Rio Grande do Sul qui relie la RS-510, depuis la municipalité de Fortaleza dos Valos, à la RS-223, sur le territoire de la commune d'Ibirubá. Elle dessert Fortaleza dos Valos, Quinze de Novembro et Ibirubá, et est longue de 31,040 km.